# Meister des Barmherzigen Samariters

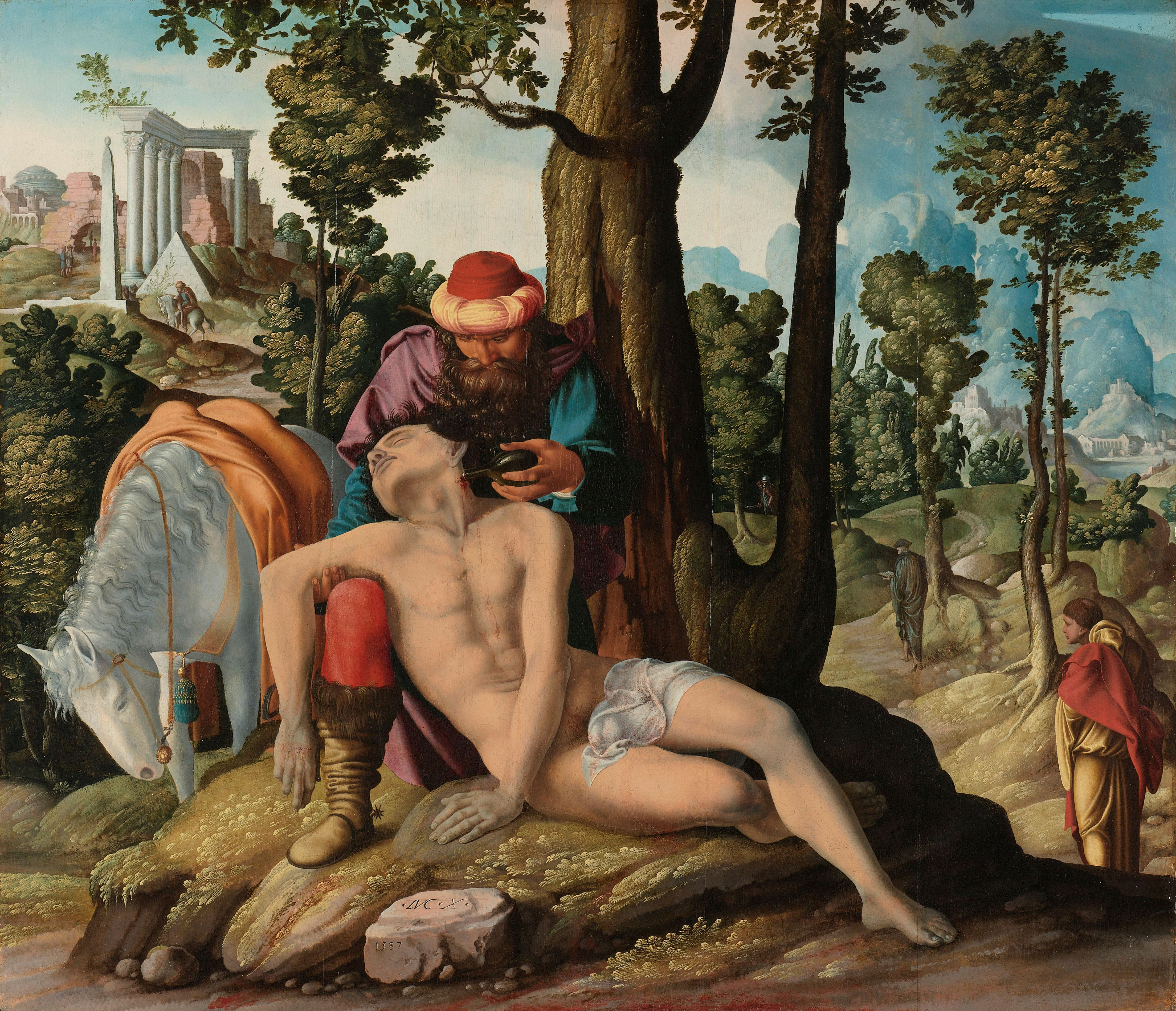
Meister des Barmherzigen Samariters (Meester van de Barmhartige Samaritaan): Der Barmherzige Samariter, 1537, im Besitz des Rijksmuseum Amsterdam

Als Meister des Barmherzigen Samariters wird ein Maler zu Beginn der Renaissance bezeichnet. Der namentlich nicht bekannte Künstler war um 1500 bis 1550 im Norden der Niederlande tätig. 

## Namensgebung
Der Meister des Barmherzigen Samariters (niederl.  Meester van de Barmhartige Samaritaan) erhielt seinen Notnamen nach dem von ihm 1537 geschaffenen Bild, das die Parabel des Barmherzigen Samariters aus dem Neuen Testament darstellt. Das Bild befindet sich heute im Besitz des Rijksmuseum Amsterdam.

## Stil
Der Meister des Barmherzigen Samariters wird als Mitarbeiter oder zumindest Nachfolger von Jan van Scorel verstanden. Wie bei Scorel zeigen seine Bilder den Einfluss eines neuen Malstils aus Italien. Dabei kann der fremdartig harte Malstil des Meisters als dessen typisches Erkennungsmerkmal gesehen werden und sein Werk von dem Scorels und dessen anderen Mitarbeitern unterschieden werden.

## Werke (Auswahl)
- Der Barmherzige Samariter, 1537. Centraal Museum Utrecht (Leihgabe des Rijksmuseum Amsterdam, Inv.Nr. SK-A-3468)
- David tötet Goliath, 1538. Landesmuseum Bonn

Die Zuschreibung weiterer Werke wird von Zeit zu Zeit in der Kunsthistorik vorgeschlagen.